# Luckenkogel
Der Luckenkogel ist ein 3100 m ü. A. hoher Berggipfel in der Granatspitzgruppe in Osttirol. Er liegt an der Grenze der Gemeindegebiete von Kals am Großglockner und Matrei in Osttirol im Muntanitzkamm. Benachbarte Gipfel sind im Süden der Graue Schimme und im Nordosten der Äußere Knappentröger.

## Gipfelaufbau
Der Luckenkogel liegt über dem Luckenkees zwischen der Knappentrögerscharte (2974 m ü. A.) im Südwesten und der Luckenscharte (2983 m ü. A.) im Südsüdwesten. Im Südosten schließt sich an den Luckenkogel die Luckenwand an, nach Nordwesten besteht eine Gratverbindung zur Goldredlscharte (2680 m ü. A.), an der sich der Brochetkopf (2663 m ü. A.) anschließt. Im Nordosten verläuft der langgezogene Nordostgrat mit dem Inneren und Äußeren Knappentröger bis zur Aderscharte.

## Erstbesteigungen
Der Luckenkogel wurde 1870 erstmals von Vermessern über das Nördliche Loameskees bestiegen. Die erste tourenmäßige Besteigung erfolgte 1871 durch Victor Hecht mit Führer Thomas Groder von Südosten über die Luckenwand. Die erste Überschreitung des Luckenkogels gelang Adeline Edwards mit Führer Tobias Trost 1907 vom Nordostgrat über den Südsüdwestgrat. Der erste Gratübergang vom Brochetkogel erfolgte am 28. Juni 1927 durch Nichard Gerin, Georg Hecht und Noman Szalay.

## Anstiegsmöglichkeiten
Der Normalanstieg auf den Luckenkogel nimmt seinen Anfang am Kalser Tauernhaus und führt zunächst markiert über den Silesia-Höhenweg bis zum Laimesbach (auch Loamesbach). In der Folge verläuft der Anstieg unmarkiert nach Westen und weiter in die Scharte zwischen Grauer Schimme und Luckenkogel, wobei zuvor ein Eisfeld überquert werden muss. Der Schlussanstieg über den Südostgrat weist Kletterstellen im Schwierigkeitsgrad I auf. Neben der Besteigung über den Südgrat kann der Luckenkogel auch über den Nordostgrat leicht erstiegen werden. Hierzu folgt man zunächst dem Silesia-Höhenweg einen Kilometer nach Norden und zweigt dann in die Scharte zwischen Luckenkogel und Äußerem Knappentröger ab. Auch der Nordostgrat weist Kletterstellen der I. Kategorie auf.